# Temporada 1968-69 de los Philadelphia 76ers
La temporada 1968-69 fue la vigésima de los Philadelphia 76ers en la NBA, y la sexta en Filadelfia, Pensilvania, tras haber jugado hasta entonces en Syracuse bajo el nombre de Syracuse Nationals. La temporada regular acabó con 55 victorias y 27 derrotas, ocupando el segundo puesto de la división Este, clasificándose para los playoffs en los que cayeron ante los Boston Celtics en las Semifinales de División.

## Elecciones en elDraft
| Ronda | Puesto | Jugador        | Posición | Nacionalidad   | Universidad |
| ----- | ------ | -------------- | -------- | -------------- | ----------- |
| 1     | 14     | Shaler Halimon | Alero    | Estados Unidos | Utah State  |
| 6     | 76     | Chuck Williams | Base     | Estados Unidos | Colorado    |

## Temporada regular
| División Este        | División Este | División Este | División Este | División Este | División Este | División Este | División Este | División Este |
| Equipo               | G             | P             | %             | PD            | Casa          | Fuera         | Neutral       | Div           |
| -------------------- | ------------- | ------------- | ------------- | ------------- | ------------- | ------------- | ------------- | ------------- |
| x-Baltimore Bullets  | 57            | 25            | .695          | –             | 29–9          | 24–15         | 4–1           | 26–14         |
| x-Philadelphia 76ers | 55            | 27            | .671          | 2             | 26–8          | 24–16         | 5–3           | 23–17         |
| x-New York Knicks    | 54            | 28            | .659          | 3             | 30–7          | 19–20         | 5–1           | 26–14         |
| x-Boston Celtics     | 48            | 34            | .585          | 9             | 24–12         | 21–19         | 3–3           | 23–17         |
| Cincinnati Royals    | 41            | 41            | .500          | 16            | 15-13         | 16–21         | 10–7          | 20–20         |
| Detroit Pistons      | 32            | 50            | .390          | 25            | 21–17         | 7–30          | 4–3           | 13–27         |
| Milwaukee Bucks      | 27            | 55            | .329          | 30            | 15–19         | 8–27          | 4–9           | 7–29          |

## Playoffs

### Semifinales de División
Boston Celtics vs. Philadelphia 76ers 
| Fecha       | Partido                                    | Ciudad     |
| ----------- | ------------------------------------------ | ---------- |
| 26 de marzo | Philadelphia 76ers 100, Boston Celtics 114 | Filadelfia |
| 28 de marzo | Boston Celtics 134, Philadelphia 76ers 103 | Boston     |
| 30 de marzo | Philadelphia 76ers 118, Boston Celtics 125 | Filadelfia |
| 1 de abril  | Boston Celtics 116, Philadelphia 76ers 119 | Boston     |
| 4 de abril  | Philadelphia 76ers 90, Boston Celtics 93   | Filadelfia |
|             | Boston Celtics gana las series 4-1         |            |

## Estadísticas
| Rk | Jugador          | Edad | P  | PT | MP   | TC  | TCI  | %TC  | TL  | TLI | %TL  | RB   | AS  | FP  | PTS  |
| 1  | Billy Cunningham | 25   | 82 |    | 40.8 | 9.0 | 21.2 | .426 | 6.8 | 9.2 | .737 | 12.8 | 3.5 | 4.0 | 24.8 |
| 2  | Hal Greer        | 32   | 82 |    | 40.4 | 8.9 | 19.5 | .459 | 5.3 | 6.6 | .796 | 5.3  | 5.0 | 3.6 | 23.1 |
| 3  | Luke Jackson     | 27   | 25 |    | 33.6 | 5.8 | 13.3 | .437 | 2.8 | 3.9 | .711 | 11.4 | 2.2 | 4.1 | 14.4 |
| 4  | Chet Walker      | 28   | 82 |    | 33.6 | 6.8 | 14.0 | .484 | 4.5 | 5.6 | .804 | 7.8  | 1.8 | 3.0 | 18.0 |
| 5  | Wali Jones       | 26   | 81 |    | 28.9 | 5.3 | 12.4 | .430 | 2.6 | 3.2 | .809 | 3.1  | 3.6 | 3.5 | 13.2 |
| 6  | Darrall Imhoff   | 30   | 82 |    | 28.8 | 3.4 | 7.2  | .470 | 2.4 | 4.0 | .597 | 9.7  | 2.7 | 3.8 | 9.2  |
| 7  | Archie Clark     | 27   | 82 |    | 26.1 | 5.4 | 11.3 | .478 | 2.7 | 3.8 | .697 | 3.2  | 3.6 | 2.3 | 13.5 |
| 8  | George Wilson    | 26   | 38 |    | 14.5 | 2.1 | 4.8  | .445 | 1.6 | 2.2 | .714 | 5.7  | 0.8 | 2.3 | 5.8  |
| 9  | Matt Guokas      | 24   | 72 |    | 11.6 | 1.3 | 3.0  | .426 | 0.8 | 1.1 | .667 | 1.3  | 1.4 | 1.7 | 3.3  |
| 10 | Johnny Green     | 35   | 74 |    | 10.7 | 2.0 | 3.8  | .518 | 0.8 | 1.7 | .456 | 4.5  | 0.6 | 1.5 | 4.7  |
| 11 | Shaler Halimon   | 23   | 50 |    | 7.0  | 1.8 | 3.9  | .449 | 0.2 | 0.6 | .313 | 1.7  | 0.4 | 0.7 | 3.7  |
| 12 | Craig Raymond    | 23   | 27 |    | 6.6  | 0.8 | 2.4  | .344 | 0.4 | 0.6 | .647 | 2.5  | 0.3 | 1.7 | 2.0  |

## Galardones y récords
| Jugador          | Galardón                             |
| Billy Cunningham | Mejor quinteto de la NBA All-Star    |
| Hal Greer        | 2º Mejor quinteto de la NBA All-Star |